# Brodnica (gmina, Couïavie-Poméranie)
Pour les articles homonymes, voir Brodnica (homonymie).
Brodnica est une gmina rurale du powiat de Brodnica, Couïavie-Poméranie, dans le centre-nord de la Pologne. Son siège est la ville de Brodnica, bien qu'elle ne fasse pas partie du territoire de la gmina.
La gmina couvre une superficie de 126,96 km2 pour une population de 6 524 habitants.

## Géographie
La gmina est bordée par la ville de Brodnica et les gminy de Bartniczka, Bobrowo, Brzozie, Osiek, Świedziebnia, Wąpielsk et Zbiczno.